# San José (tổng)
San José là một tổng trong tỉnh San José, Costa Rica. Tổng này có diện tích 44,62 km², dân số năm 2008 là 352366 người..